# Magdalena penitente (Tiziano)
Magdalena penitente es un cuadro del pintor italiano Tiziano Vecellio (1485-1576). Esta obra se realizaría entre los años 1530 y 1535, estando hoy día en el Palacio Pitti de la ciudad de Florencia, en Italia.

Otra versión de Tiziano sobre el mismo tema, h. 1565, óleo sobre lienzo, 119 × 98 cm, Museo del Hermitage, San Petersburgo, Rusia.

El cuadro fue pintado por encargo del duque de Urbino, Francesco Maria della Rovere, quien antes ya le había encargado obras de carácter religioso. Se ha puesto en duda su originalidad, pues pudo ser una copia de una pintura anterior sobre el mismo tema que él mismo había realizado para su mecenas anterior, el duque de Mantua, Federico Gonzaga. Sin embargo, no se duda de que Tiziano ejecutara personalmente el encargo, no dejándolo en manos de otros miembros de su taller, tanto por llevar su firma como por el hecho de que se trataba de uno de los primeros encargos del duque de Urbino. 
Aunque Tiziano realizó otras versiones sobre el tema de María Magdalena, como la que puede verse a la izquierda (nótese el tratamiento diametralmente distinto, pese a los muchos elementos que comparten), esta destaca por la expresividad, por la devoción, pero también por la gran sensualidad y el colorido. 
Destaca el uso de la luz, que ataca desde la izquierda el cuerpo de la mujer, haciendo que contraste con el oscurecido paisaje del fondo de un atardecer lleno de colorido.